# Enéas Carneiro
Enéas Ferreira Carneiro (Río Branco, 5 de noviembre del 1938-São Paulo, 6 de mayo del 2007) fue un político conservador, médico, físico, matemático y profesor brasileño.

## Vida
Fue fundador del nacionalista y conservador Partido de Reedificação da Ordem Nacional (PRONA), situado normalmente en la extrema derecha, aunque Caneiro rechazaba ese tipo de clasificación por considerarla obsoleta. Fue diputado por el Estado de São Paulo. Entre sus propuestas políticas destacaban: la defensa de los valores morales de la nación, la construcción de la bomba atómica, nacionalización de recursos naturales, intervención del estado en la economía y un incremento de la actividad militar.
Fue candidato a presidente de la República del Brasil en las elecciones presidenciales de 1989, de 1994 y de 1998. Obtuvo más de 4 millones de votos en las elecciones de 1994, pero quedó en tercer lugar, perdiendo contra Fernando Henrique Cardoso y Lula. En 2002, fue elegido como diputado federal y reelegido en 2006 como el más votado de Brasil por el estado de São Paulo. Se destacó por su activismo contra el comunismo y lo que consideraba abusos de la economía neoliberal. También estaba contra el aborto y contra el matrimonio homosexual.

## Muerte

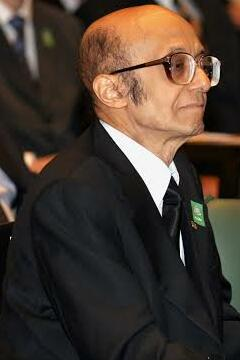
Carneiro en diciembre de 2006; para ese entonces perdió su característica barba como resultado del tratamiento contra la leucemia mieloide.

Enéas se sometió a quimioterapia en un hospital por leucemia mieloide. Cuando quedó claro que su tratamiento no estaba resultando en mejoras, decidió regresar a casa, donde permaneció hasta su muerte el 6 de mayo de 2007, aproximadamente a las 14 horas, en el barrio de Laranjeiras, en el sur de Río de Janeiro. Sus restos fueron incinerados y sus cenizas esparcidas sobre la Bahía de Guanabara.
Después de su muerte, el 8 de mayo de 2007, Enéas fue homenajeado en un mitin contra el aborto en Brasilia, el 8 de mayo de 2007. Según el Partido de la República, el político fue uno de los organizadores del evento. En 2017, el entonces diputado y futuro presidente de Brasil, Jair Bolsonaro, propuso un proyecto de ley para incluir el nombre de Enéas en el Panteón de la Patria y la Libertad Tancredo Neves.